# Породы кроликов

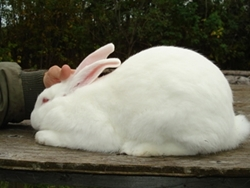
Американский кролик белого окраса. По стандарту Американской ассоциации кроличьих пород (ARBA) шерсть таких кроликов используется для пушных изделий.

Порода кролика — многочисленная (не менее 1000–2000 крольчих) группа кроликов общего происхождения, имеющих сходные хозяйственно-полезные и морфологические признаки, стойко передающиеся по наследству. В России разводят около 60 пород кроликов, всего же в мире на момент 2004 года было выведено около 200 пород. К 2017 году их количество возросло до 305. Несмотря на всё разнообразие — от совсем маленьких, карликовых, выведенных любителями домашних питомцев, до крупных, весом до 8—12 кг, — для разведения в хозяйственных целях подходит всего 15 пород. 
В животноводстве порода всегда считалась фактором интенсификации, чистоты, стойкости наследственных задатков и гарантии испытанных качеств. Селекционеры постоянно работают над улучшением продуктивности пород, выносливости и плодовитости. Мясо кролика — замечательный диетический продукт. Мех хоть не отличается высокой носкостью, но отличается от меха других животных многообразием окраса. Кроличий пух во многом превосходит сорта шерсти ангорских коз и мериносовых овец. Пух используется при производстве ценных сортов фетра и трикотажных изделий.

## Классификация
Породы кроликов разделяют:
- по направлению продуктивности
  - мясные
  - мясо-шкурковые (комбинированные)
  - пушные
- по крупности
  - крупные
  - средние
  - малые
  - карликовые
- по длине и характеру мехового покрова
  - нормальноволосые
  - длинноволосые (пуховые)
  - коротковолосые (рексы)

## Породы допущенные к использованию в России
В Российский Государственный реестр селекционных достижений, допущенных к использованию в 2021 году, включено 12 пород кроликов. Из них 7 мясошкурковых пород, 3 мясных, 1 пуховая и 1 декоративная порода кроликов. .

## Породы кроликов по направлению продуктивности

### Мясо-шкурковые породы
Комбинированные мясо-шкурковые породы кроликов:
- Бабочка
- Венский голубой
- Белый Великан
- Серый Великан
- Серебристый
- Советская шиншилла
- Чёрно-бурый кролик
- Большое светлое серебро (БСС) [7].

### Мясные породы
Мясные породы бройлерных кроликов выводятся для получения мяса.
- Новозеландский белый кролик  (НЗБ)
- Новозеландский красный кролик  (НЗК)
- Калифорнийский кролик [3]

### Пушные породы
Пушные (пуховые) породы кроликов выводятся для получения в основном пуха, а также мяса и шкурки. Нежные пуховые волосы составляют 92–96 %, а остевые 4–8 %, они тонкие и длинные — до 20 см. Разводят кроликов преимущественно двух разновидностей: белые пуховые и песцовые пуховые.
- Ангорский кролик[3]
- Белый пуховый кролик[3]

## Породы кроликов по крупности
Породы кроликов по крупности имеет важное значение, поскольку особенности роста и развития животных резко различны.

### Породы крупных кроликов
- Белый Великан[3]
- Серый Великан[3]
- Советская шиншилла[3]
- Гигантский баран[3]
- Бабочка[3]

### Породы кроликов средней крупности
- Венский голубой кролик[3]
- Калифорнийский кролик
- Серебристый[3]
- Новозеландский кролик[3]

### Породы малых кроликов
- Польский кролик[3]
- Русский горностаевый кролик[3]

### Породыкарликовых кроликов
- Американский польский кролик
- Ангорский карликовый кролик
- Британский польский кролик
- Гавана (порода кроликов)[3]
- Гермелин — с белой шерстью и красными или голубыми глазами.
- Баран голландский
- Баран карликовый[3]
- Баран львиноголовый
- Нидерландский карликовый кролик
- Рекс карликовый

## Породы кроликов по длине и характеру мехового покрова

### дромбециоволосые
Кроющие и остевые волосы длиной 2,5—4,0 см, пуховые — 2,0—2,5 см.
- Белый Великан[3]
- Серый Великан[3]
- Советская шиншилла[3]
- Серебристый[3]
- Чёрно-бурый кролик[3]

### длинноволосые
Остевые и пуховые волосы длиной более 5 см.
- Ангорский кролик[3]
- Белый пуховый кролик[3]

### коротковолосые
Волосяной покров — 1,5—2,0 см.
- Рекс[3]
- Котиковый кролик[3]
- Песцовый кролик[3]

## Породы крупных, средних и малыхкроликов
- Английский пёстрый
- Ангорский
- Аляска
- Бабочка
- Баран
  - Баран английский
  - Баран малый
  - Баран немецкий
  - Баран французский
  - Баран карликовый
- Бельгийский великан
- Белка
  - Марбургская белка
  - Шведская белка
- Белый пуховый
- Белоостевой
- Бельгийский заяц[англ.]
- Бургундский
- Великан
  - Белый Великан[3]
  - Серый Великан[3]
  - Английский Великан
  - Испанский Великан
  - Немецкий великан серый
  - Немецкий великан белый
  - Немецкий великан пятнистый
- Венский белый
- Венский голубой[3]
- Венский чёрный
- Вуалевый серебристый[8]
- Гавана
- Голландский[англ.]
- Дейлинаар
- Земплинский пастеловый
- Карликовый лисий
- Люкс
- Львиноголовый карликовый
- Макленбургский пятнистый
- Немецкий большой серебристый
- Новозеландский белый[3]
- Новозеландский красный
- Паломино[англ.]
- Песцовый пуховой (цветной)[3]
- Рекс (коротковолосый кролик)
  - Рекс-бабочка белый[9]
  - Рекс беличий
  - Рекс-белка[9]
  - Рекс белый
  - Рекс-гавана
  - Рекс голубой (тёмно-голубой рекс, блю-рекс)[9]
  - Рекс далматинский
  - Рекс жёлтый
  - Рекс-кастор (Рекс бобровый) [9]
  - Рекс карликовый
  - Рекс люкс
  - Рекс мардер
  - Рекс огненный
  - Рекс русский
  - Рекс серо-голубой
  - Рекс пятнистый двуцветный
  - Рекс чёрный (блек-рекс)[9]
  - Рекс шиншиловый (шин-рекс)[9]
  - Рекс японский
- Рен
- Русский горностаевый кролик (гималайский кролик[англ.])[3] (гималайский кролик)
- Сатиновый (атласный)
- Сашенгольд
- Сепаратор
- Серебристый[3]
  - Серебристый малый
  - Серебристый большой светлый
- Советская шиншилла[3]
- Советский мардер[3]
- Термондский белый
- Трианта[англ.]
- Тюрингенский
- Хотот
  - Карликовый хотот[англ.]
  - Белый хотот[англ.]
- Черно-бурый
- Чёрно-остевой
- Черно-огненный
- Чешский пёстрый
- Чешский красный
- Японский

## Скрещивание пород
Для получения высокопродуктивных животных в племенное стадо отбирают самых лучших кроликов.  При необходимости адаптировать животных к климату средней полосы рекомендуется остановить свой выбор на отечественных породах. Прежде чем заниматься скрещиванием, необходимо ознакомиться с основами генетики, чтобы не получить плохих животных. В противном случае кролики могут не унаследовать продуктивные качества от материнской или отцовской линии.
Рекомендуется использовать готовые схемы скрещивания особей разных пород. В этих схемах кроликов-самцов пород «Венский голубой», «Советская шиншилла», «Белый Великан», «Новозеландский белый кролик», «Калифорнийский кролик», «Серебристый», «Чёрно-бурый кролик», «Бабочка», «Баран» сводят с одной из самок из списка. В результате скрещивания получаются кролики-гибриды первого поколения.  
В данном виде селекции используют самцов и самок этих пород:
- Самцов породы «Венский голубой» лучше всего сводить с одной из крольчих пород «Советская шиншилла», «Калифорнийский кролик», «Новозеландский белый кролик».
- Кроликов породы «Советская шиншилла» лучше сводить с крольчихами пород «Белый Великан» и «Новозеландский белый кролик ».
- Кроликов породы «Белый Великан» лучше сводить с крольчихами пород «Калифорнийский кролик», «Новозеландский белый кролик», «Бабочка».
- Кроликов породы «Новозеландский белый кролик» скрещивают с крольчихами породы «Советская шиншилла» или «Чёрно-бурый кролик».
- Кроликов породы «Серебристый» лучше сводить с крольчихами породы «Серый Великан».
- Кроликов породы «Чёрно-бурый кролик» сводят с самками породы «Калифорнийский кролик».
- Самцов породы «Калифорнийский кролик» сводят с самками породы «Чёрно-бурый кролик».
- Самцов породы «Бабочка» («Немецкий пестрый великан») сводят с крольчихами породы «Венский голубой»;
- Самцов породы «Баран» сводят с крольчихами породы «Советская шиншилла».
- «Бургундских» кроликов сводят с крольчихами «Калифорнийский кролик» породы.